# 訓子府中継局
訓子府テレビ中継局（くんねっぷテレビちゅうけいきょく）は、北海道常呂郡訓子府町穂波にあるテレビ中継局。

## 中継局概要

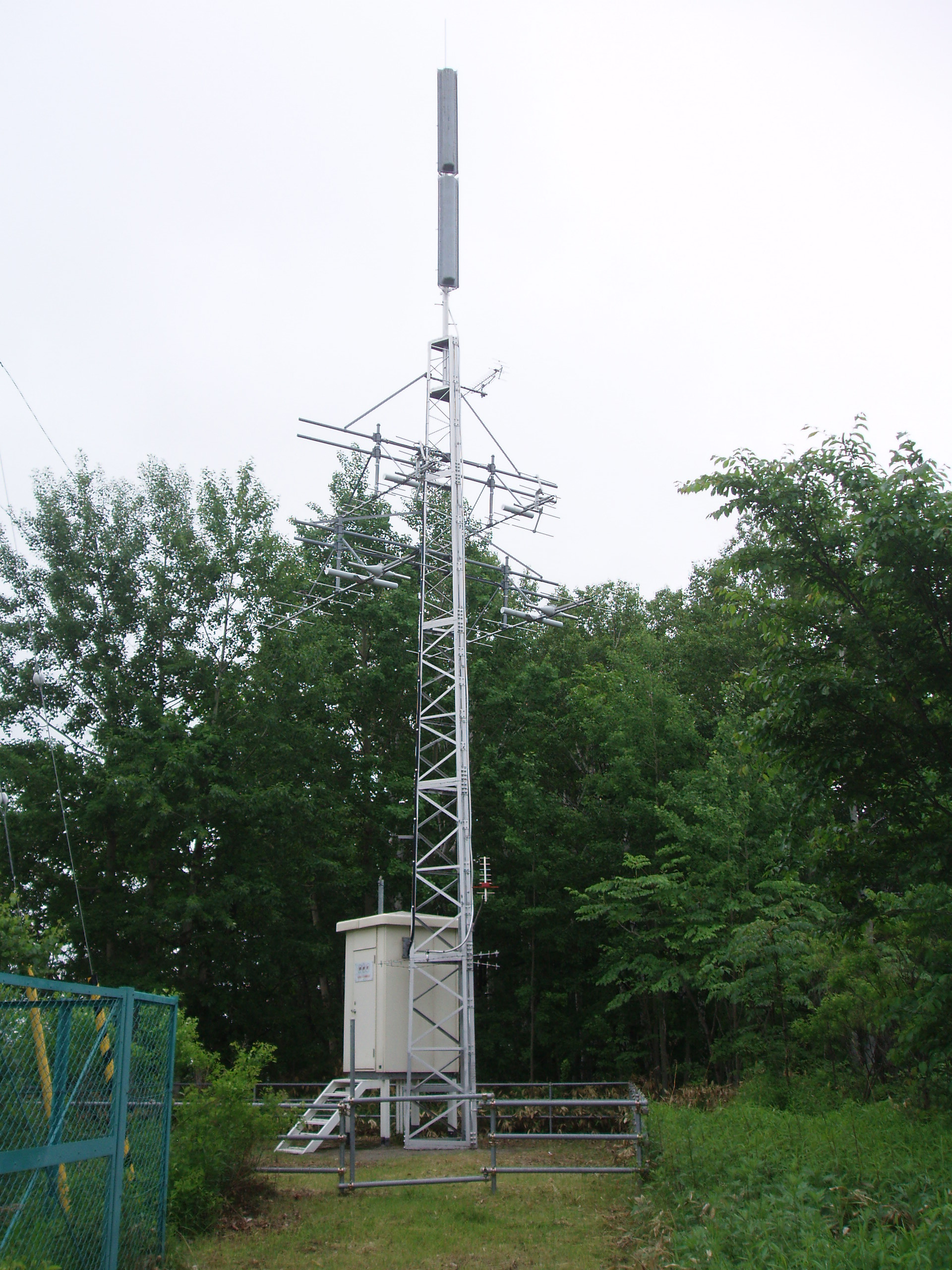
NHK北見放送局

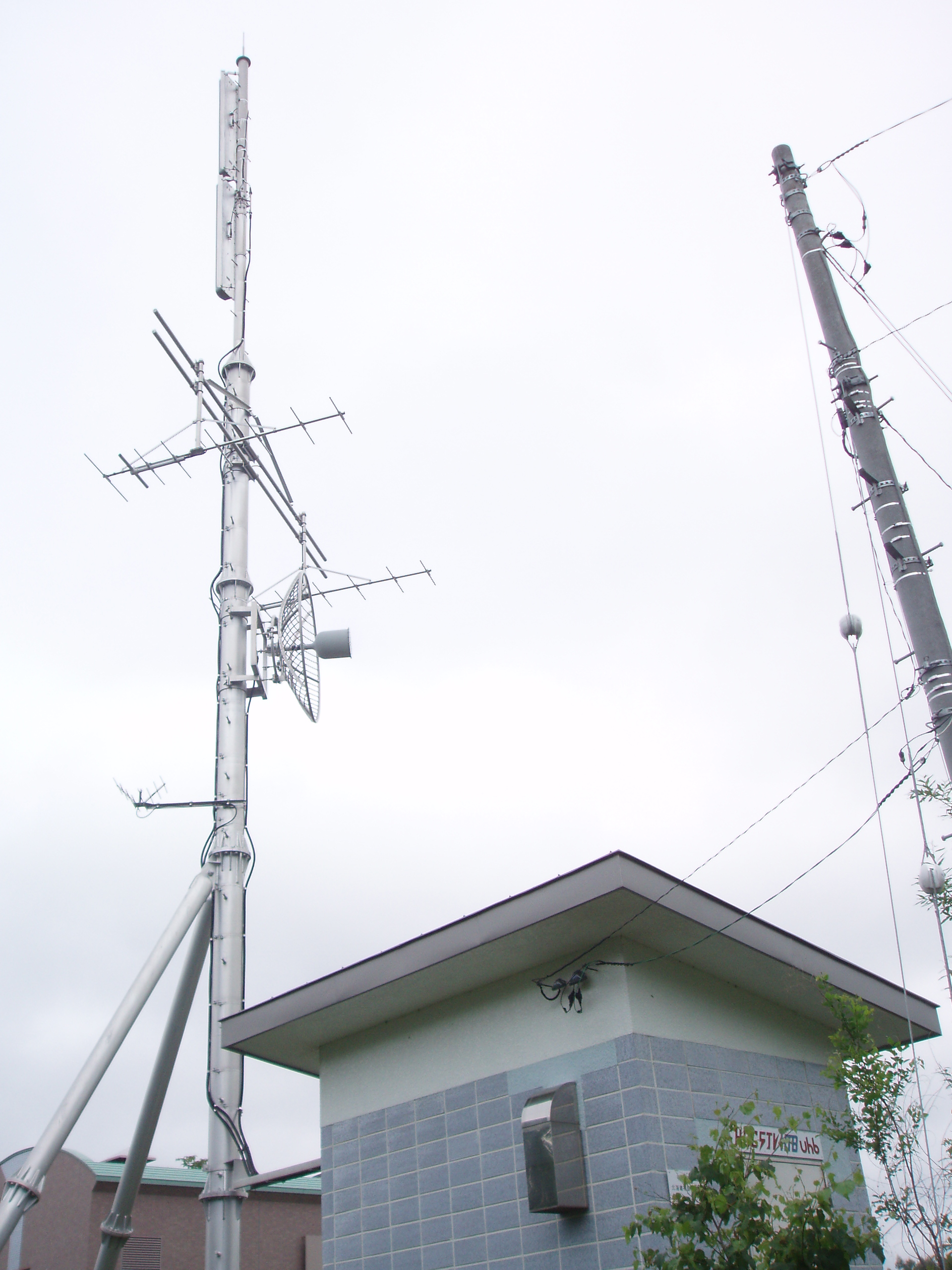
民放

### デジタルテレビ放送
| リモコン キーID | 放送局名             | 物理 チャンネル | 空中線 電力 | ERP   | 偏波面   | 放送対象地域 | 放送区域 内世帯数 | 運用開始日      |
| --------------- | -------------------- | --------------- | ----------- | ----- | -------- | ------------ | ----------------- | --------------- |
| 1               | HBC 北海道放送       | 19              | 100mW       | 2W    | 水平偏波 | 北海道       | 約1,400世帯       | 2009年 11月30日 |
| 2               | NHK 北見教育         | 49              | 100mW       | 2.5W  | 水平偏波 | 全国         | 約1,400世帯       | 2009年 11月30日 |
| 3               | NHK 北見総合         | 15              | 100mW       | 2.5W  | 水平偏波 | オホーツク圏 | 約1,400世帯       | 2009年 11月30日 |
| 5               | STV 札幌テレビ放送   | 51              | 100mW       | 1.95W | 水平偏波 | 北海道       | 約1,400世帯       | 2009年 11月30日 |
| 6               | HTB 北海道テレビ放送 | 17              | 100mW       | 2W    | 水平偏波 | 北海道       | 約1,400世帯       | 2009年 11月30日 |
| 7               | TVh テレビ北海道     | 34              | 100mW       | 2.1W  | 水平偏波 | 北海道       | 約1,400世帯       | 2013年 1月21日  |
| 8               | UHB 北海道文化放送   | 21              | 100mW       | 2W    | 水平偏波 | 北海道       | 約1,400世帯       | 2009年 11月30日 |

- 当初、NHK北見放送局が網走送信所・北見中継局のカバー状況を見ながら2010年に開局の予定だったが、1年前倒しでの開局に踏み切り、民放は自力建設困難とされていたが、NHK北見放送局とともに2009年11月30日に開局。
- TVhは訓子府町の2012年度本予算から1980万円が支出されることになったため開設が決まった。2012年11月12日に予備免許が交付され、11月29日に試験放送を開始。2013年1月21日に本免許が交付され、正式に運用を開始した[1][2][3][4]。
- 送信施設は、NHK北見放送局が単独で使用しているが、民放は共同使用している。
- もともとは隣町の置戸町と訓子府町をサービスエリアとする中継局になる予定だったが、地形などの都合から置戸中継局が常呂郡置戸町置戸に別途設置された。

### アナログテレビ放送
| チャンネル   | 放送局名             | 空中線 電力       | ERP               | 偏波面       | 放送対象地域 | 放送区域 内世帯数 | 運用開始日     |
| ------------ | -------------------- | ----------------- | ----------------- | ------------ | ------------ | ----------------- | -------------- |
| 36           | HTB 北海道テレビ放送 | 映像1W/ 音声250mW | 映像21W/ 音声5.2W | 水平偏波     | 北海道       | 約-世帯           | -              |
| 38           | UHB 北海道文化放送   | 映像1W/ 音声250mW | 映像21W/ 音声5.2W | 水平偏波     | 北海道       | 約-世帯           | -              |
| 40           | STV 札幌テレビ放送   | 映像1W/ 音声250mW | 映像21W/ 音声5.2W | 水平偏波     | 北海道       | 約-世帯           | -              |
| 42           | HBC 北海道放送       | 映像1W/ 音声250mW | 映像21W/ 音声5.2W | 水平偏波     | 北海道       | 約-世帯           | -              |
| 44           | NHK 北見総合         | 映像1W/ 音声250mW | 映像22W/ 音声5.5W | 水平偏波     | オホーツク圏 | 約-世帯           | 1975年 7月16日 |
| 46           | NHK 北見教育         | 映像1W/ 音声250mW | 映像21W/ 音声5.3W | 水平偏波     | 全国         | 約-世帯           | 1975年 7月16日 |
| （割当なし） | TVh テレビ北海道     | （開局せず）      | （開局せず）      | （開局せず） | （開局せず） | （開局せず）      | （開局せず）   |